# Вулиця Сосюри (Донецьк)
Вулиця Сосюри — одна з вулиць міста Донецька.

## Історія
Вулиця названа на честь українського письменника, поет-лірика Володимира Сосюри.

## Опис
Розташована в Пролетарському районі. Простягнулась від заходу на схід. Довжина вулиці становить близько 300 метрів.